# Dan Calichman
Dan Calichman (* 21. únor 1968) je bývalý americký fotbalista.

## Reprezentační kariéra
Dan Calichman odehrál za americký národní tým v roce 1997 celkem 2 reprezentační utkání.

## Statistiky
| USA    | USA    | USA  |
| Roky   | Zápasů | Gólů |
| ------ | ------ | ---- |
| 1997   | 2      | 0    |
| Celkem | 2      | 0    |